# Anders Johansen
Anders Johansen (Brevik, 17 giugno 1982) è un arbitro di calcio norvegese.

## Carriera
Johansen arbitrò il primo incontro nella Tippeligaen in data 10 luglio 2005, in occasione della sfida tra Stabæk e Viking.